# مسجد جامع اردکان
مسجد جامع اردکان مربوط به دوره صفوی است و در شهرستان اردکان، کنار کتابخانه عمومی واقع شده و این اثر در تاریخ ۳ اسفند ۱۳۷۷ با شمارهٔ ثبت ۲۲۳۹ به‌عنوان یکی از آثار ملی ایران به ثبت رسیده است.

## نگارخانه

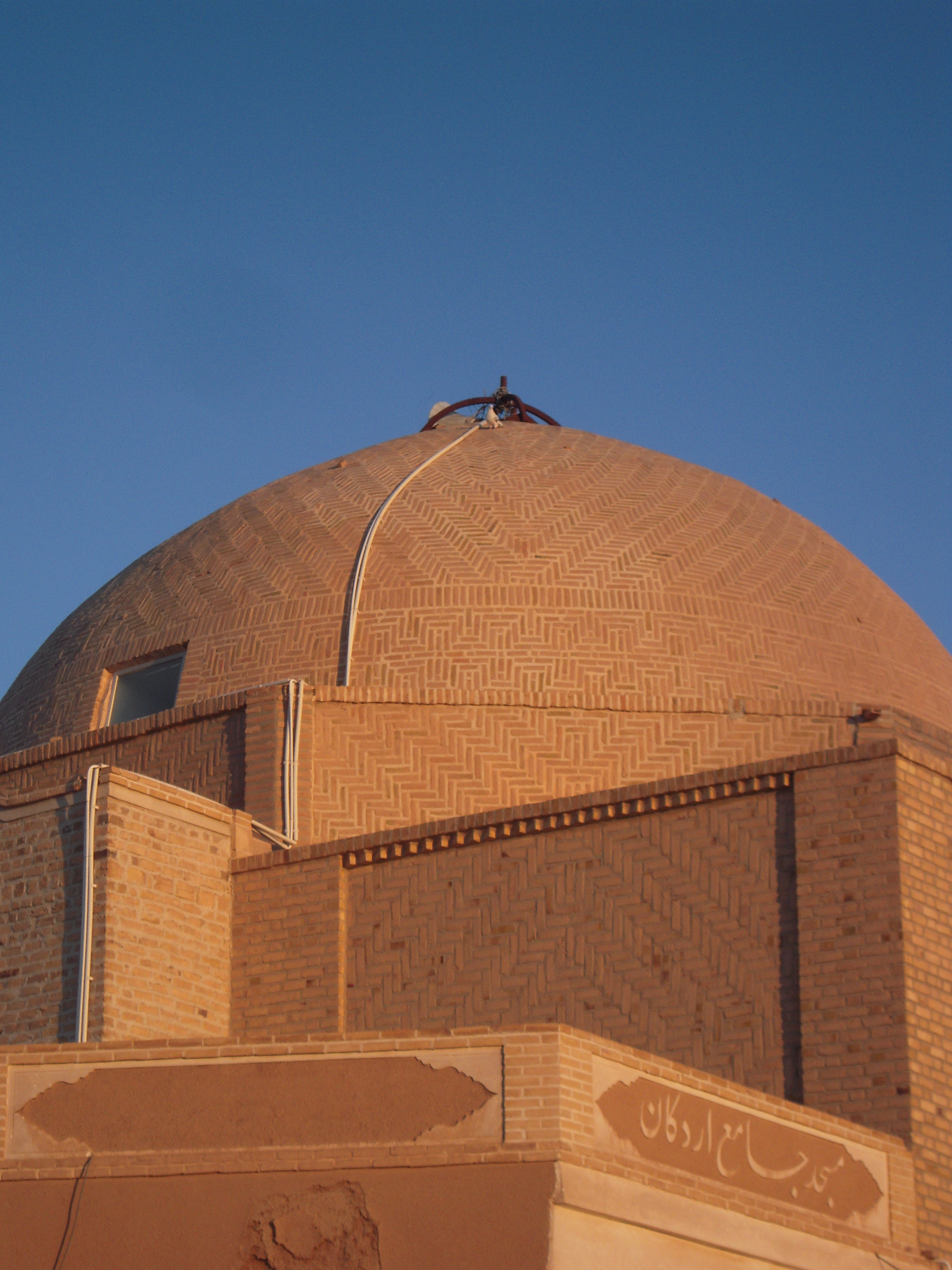
گنبد مسجد
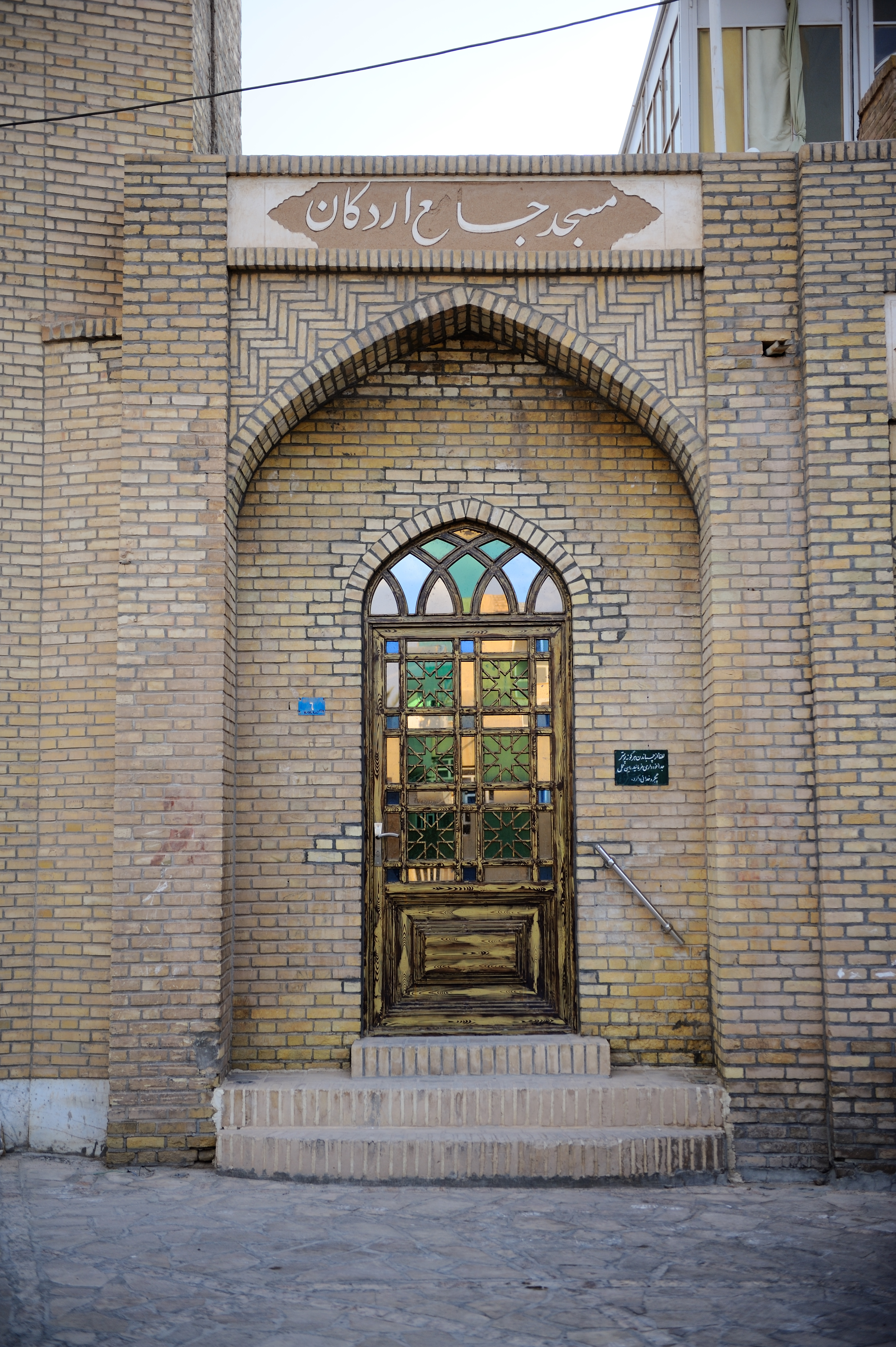
در ورودی